# Gare de Mont-de-Marsan
La gare de Mont-de-Marsan est une gare ferroviaire de la Société nationale des chemins de fer français (SNCF) située à Mont-de-Marsan, chef-lieu du département français des Landes. Terminus de la ligne Morcenx – Mont-de-Marsan pour le trafic voyageurs, elle est desservie par des trains TER Nouvelle-Aquitaine.

## Situation ferroviaire
Établie à 61 mètres d'altitude, la gare de Mont-de-Marsan, qui dépend de la région ferroviaire de Bordeaux, est située au point kilométrique (PK) 147,042 de la ligne de Morcenx à Bagnères-de-Bigorre, entre les gares de Saint-Martin-d'Oney et de Grenade-sur-l'Adour (ouverte uniquement au fret).
C'est une gare de bifurcation située au PK 170,0 de la ligne de Marmande à Mont-de-Marsan (partiellement utilisée pour le fret), au PK 211,4de la ligne de Dax à Mont-de-Marsan (fret partiel) et au PK 228,2 de la ligne de Nérac à Mont-de-Marsan (déclassée).
Elle est équipée de trois quais : le quai X dispose d'une longueur utile de 160 m pour la voie 1, le quai Y d'une longueur utile de 120 m pour la voie 2 et le quai Z d'une longueur utile de 100 m pour la voie 4.

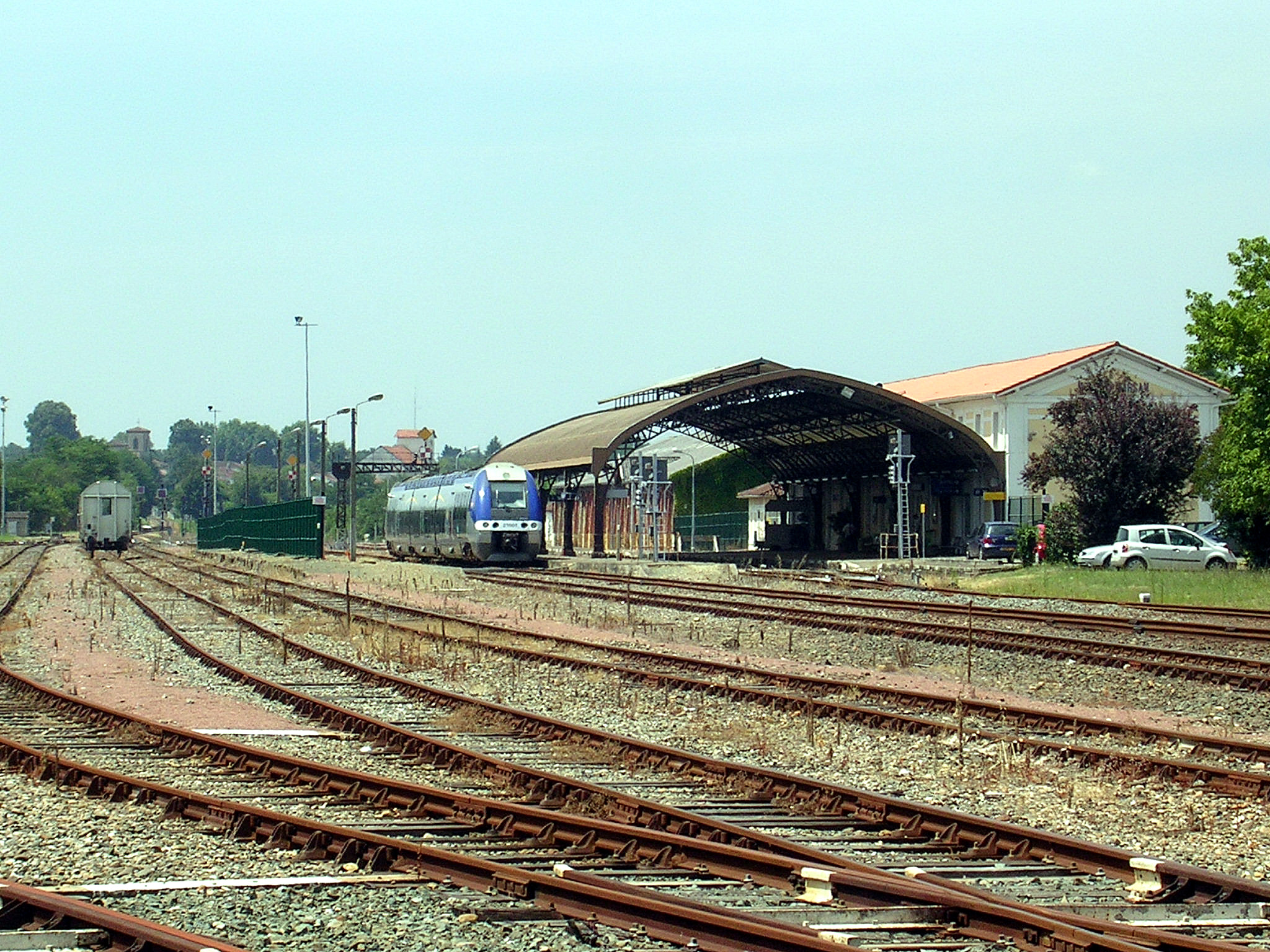
Les voies et la marquise sur les quais.
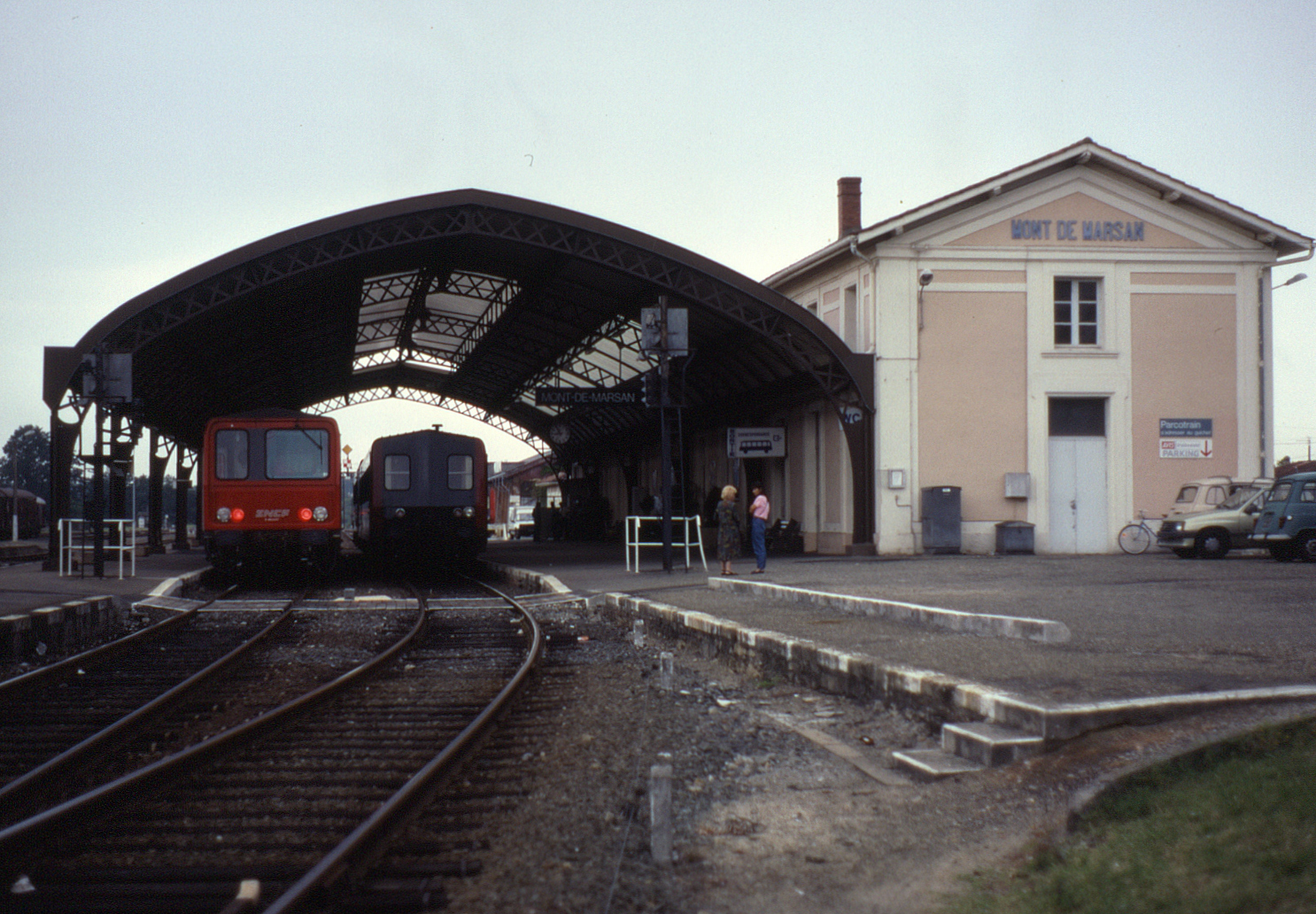

## Histoire
XIXe siècle
Le conseil municipal de Mont-de-Marsan du 23 novembre 1844 se prononce en faveur du passage de la ligne de Bordeaux à Bayonne par la cité. Malgré cela, le tracé définitif, validé par le décret du 24 août 1852, évite la préfecture des Landes et passe par Dax mais prévoit un embranchement à Morcenx vers Mont-de-Marsan. Cette première ligne passant par Mont-de-Marsan (ultérieurement prolongée vers Tarbes puis Bagnères-de-Bigorre) est construite par la Compagnie des chemins de fer du Midi, fondée en 1852 par les frères Jacob et Isaac Pereire.
Le projet prend du retard en raison de désaccords sur la question de l'emplacement de la gare. L'administration finit par se ranger à l'avis de la Compagnie des chemins de fer du Midi en 1855, pour une implantation en un lieu propice à la desserte de la ville et au prolongement à venir du chemin de fer vers Tarbes. Le choix se porte ainsi sur les terrains des métairies dénommées La Justice, Rigole, Plumaçon et  Roussinon, toutes situées à l'époque sur la commune de Saint-Pierre-du-Mont (le quartier de la gare ne sera rattaché à Mont-de-Marsan que le 13 juin 1866, en même temps que les communes de Saint-Jean-d'Août-et-Nonères et Saint-Médard-de-Beausse).
La gare de Mont-de-Marsan (dite « gare du Midi ») est quasi achevée en juin 1857. La rapidité de construction s'explique par l'adoption d'un plan type dit « Midi », utilisé pour la plupart des gares de la Compagnie durant ces années. Une halle à marchandises est érigée en même temps. Le service voyageurs et marchandises ouvre le dimanche 6 septembre 1857, sans cérémonie ni festivité. Si les débuts sont modestes, le lancement de la liaison avec Tarbes en 1859 intensifie notablement le trafic voyageurs, en raison notamment des pèlerins se rendant à Lourdes.

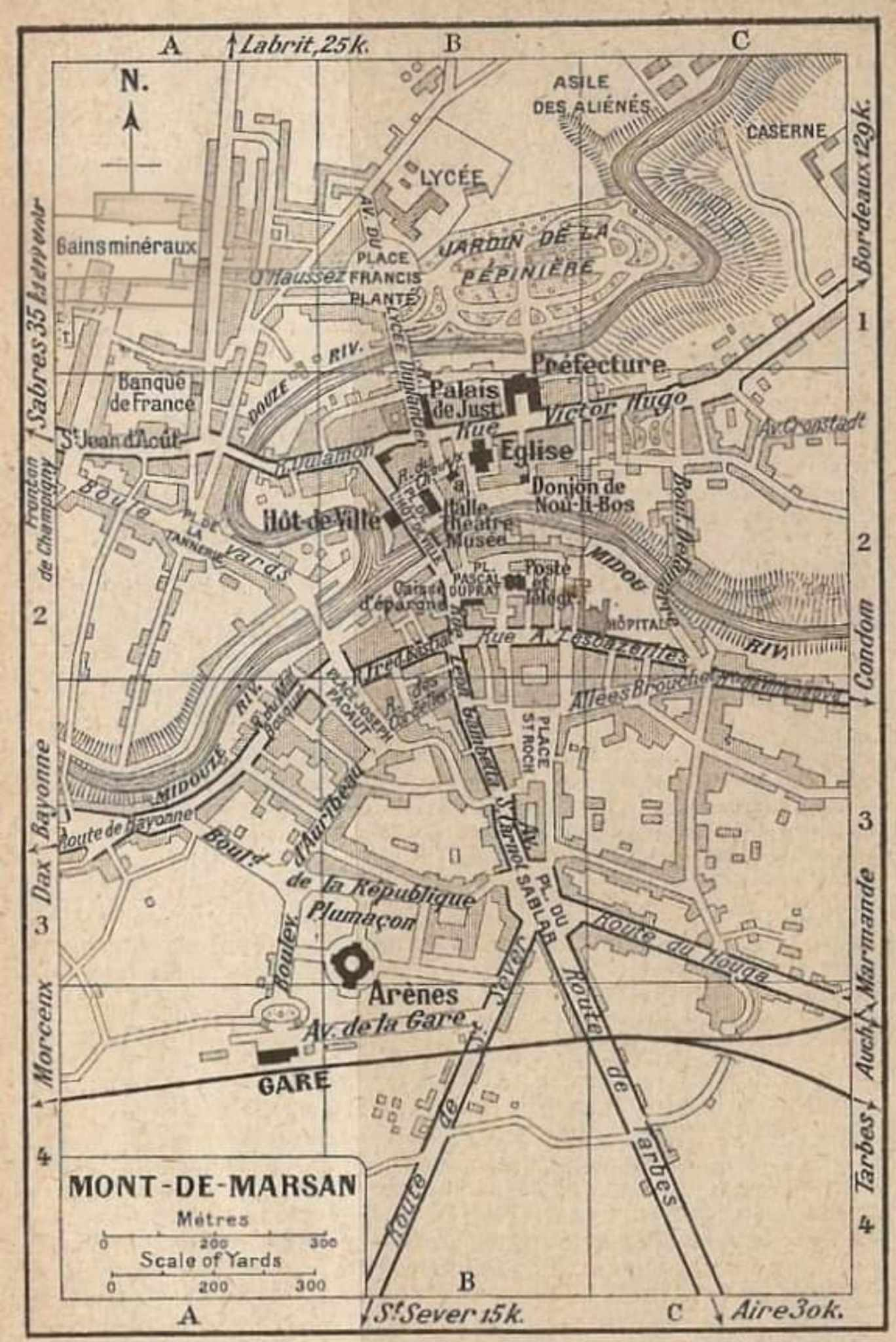
Situation de la gare de Mont-de-Marsan, sur un plan ancien, au sud de la ville.
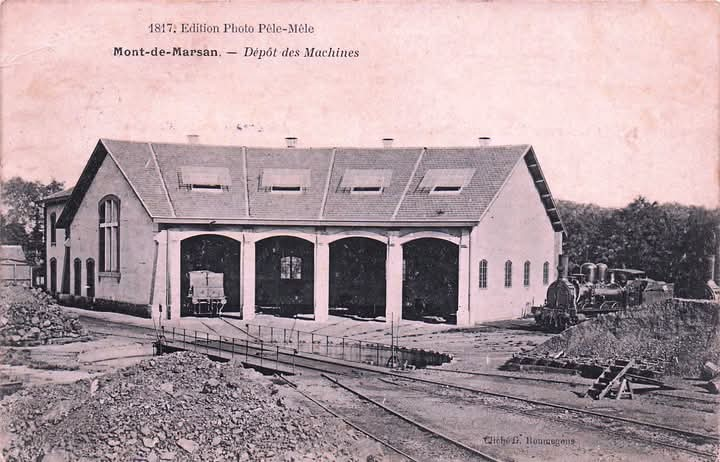
La plaque tournante, permettant de faire faire un demi-tour aux locomotives à vapeur, et l'ancien dépôt des machines.

Avec la dernière grande phase nationale de construction ferroviaire (plan Freycinet - 1878), Mont-de-Marsan devient un important nœud ferroviaire au centre d'une étoile à six branches avec cinq lignes d'intérêt local de la Compagnie des chemins de fer du Midi vers :
- Morcenx (1857) ;
- Tarbes (1859) puis Bagnères-de-Bigorre (1862) ;
- Roquefort, Bourriot-Bergonce (1882) puis Marmande (1893) ;
- Saint-Sever (1891) puis Dax (1899) ;
- Nérac (1897) ;

et le chemin de fer vers Luxey (1906), nécessitant la construction d'une deuxième gare à Saint-Jean-d'Août. 
De nouveaux ponts ferroviaires sont construits (pont de Mi-Carrère, pont de Batz, pont du Manot), des passages à niveau et leurs maisons de garde sont créés. L'accroissement du transport par voie ferrée de marchandises met à mal la batellerie montoise avec pour conséquence l'arrêt définitif de l'activité du port de Mont-de-Marsan en 1903. 

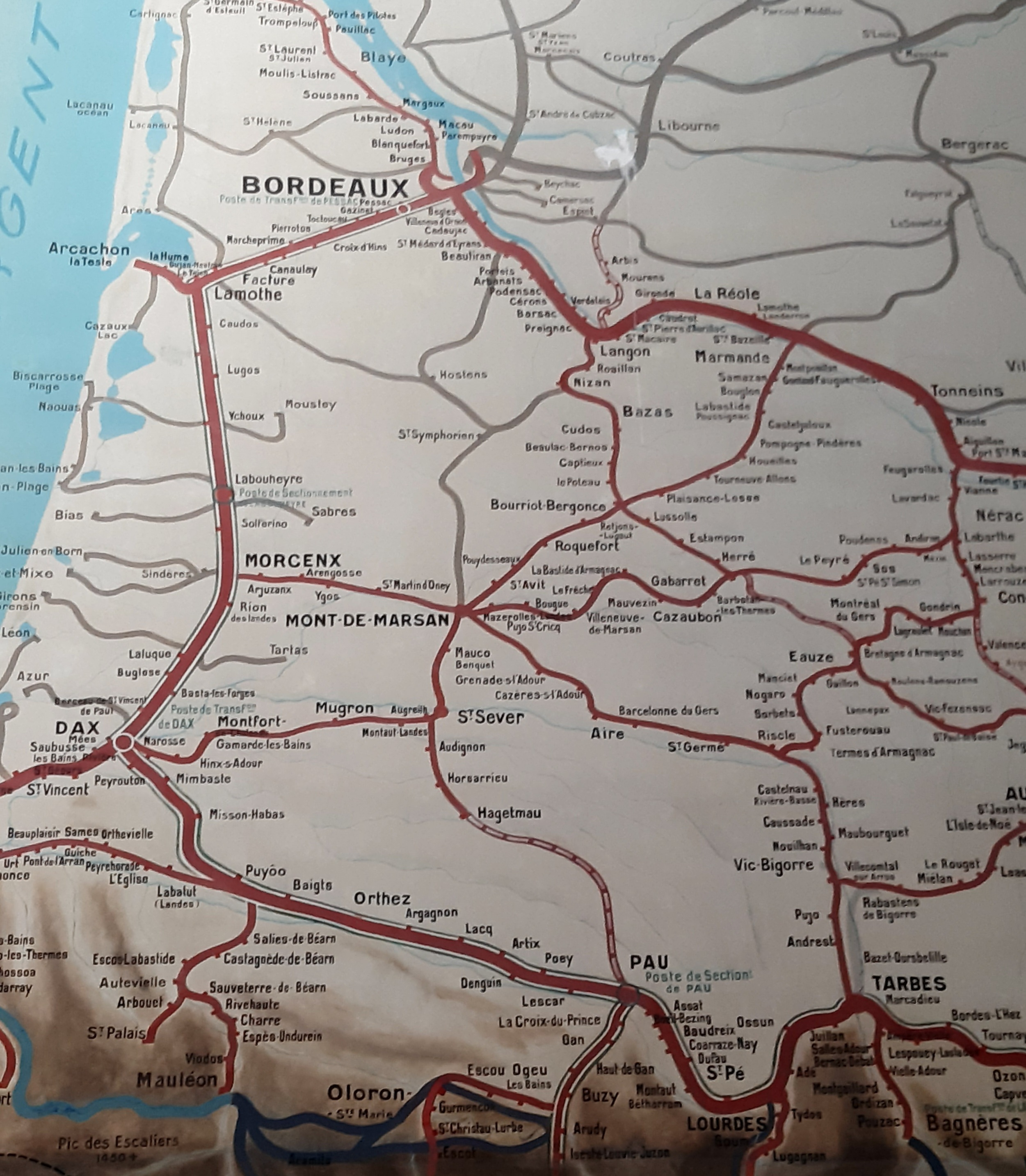
Extrait de la carte du réseau des Chemins de fer du Midi à la gare de Bordeaux-Saint-Jean centré sur Mont-de-Marsan

XXe siècle
En cette même année 1903 est édifiée la halle au-dessus des voies ferrées ou marquise de la gare du Midi, mettant les passagers à l'abri des intempéries. Le président de la République, Raymond Poincaré, arrive à la gare lors de sa visite de la ville le 6 octobre 1913 à l'occasion des fêtes présidentielles. Il est accueilli au son de l'orchestre du 34e régiment d'infanterie. Il quitte la ville le même jour par la gare.

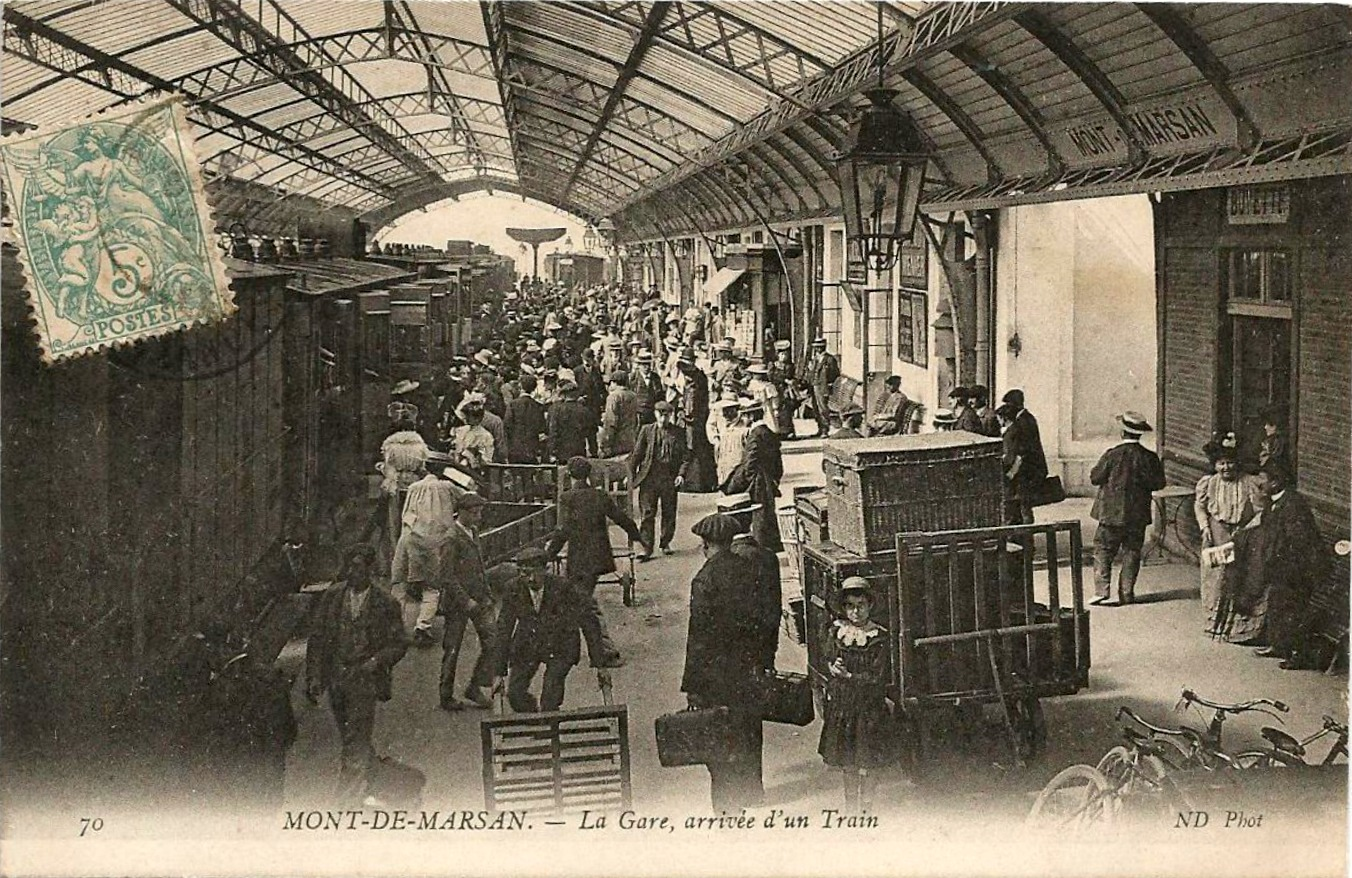
Arrivée d'un train
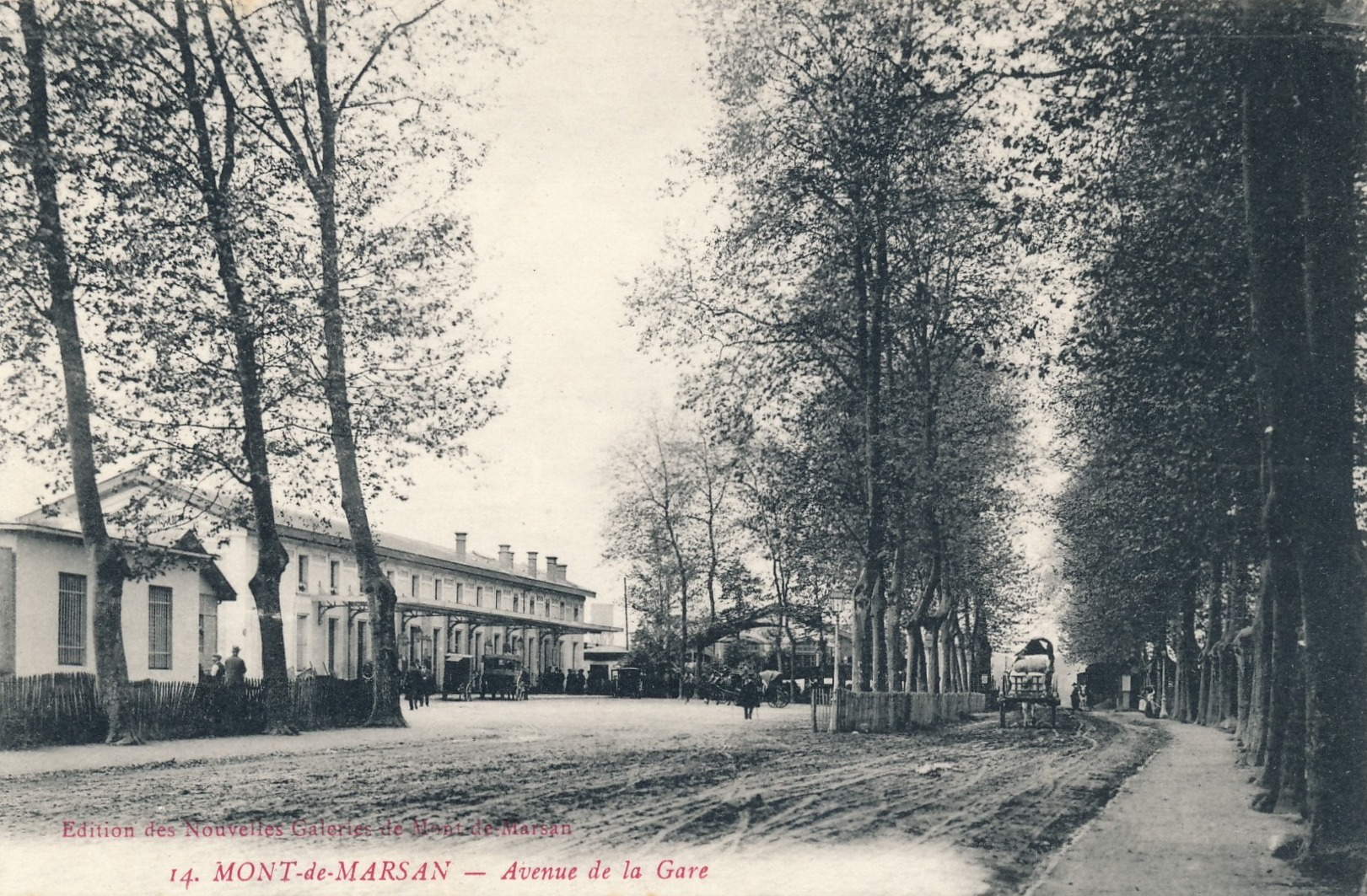
Avenue de la gare, renommée avenue de la Laïcité le 24 novembre 2009
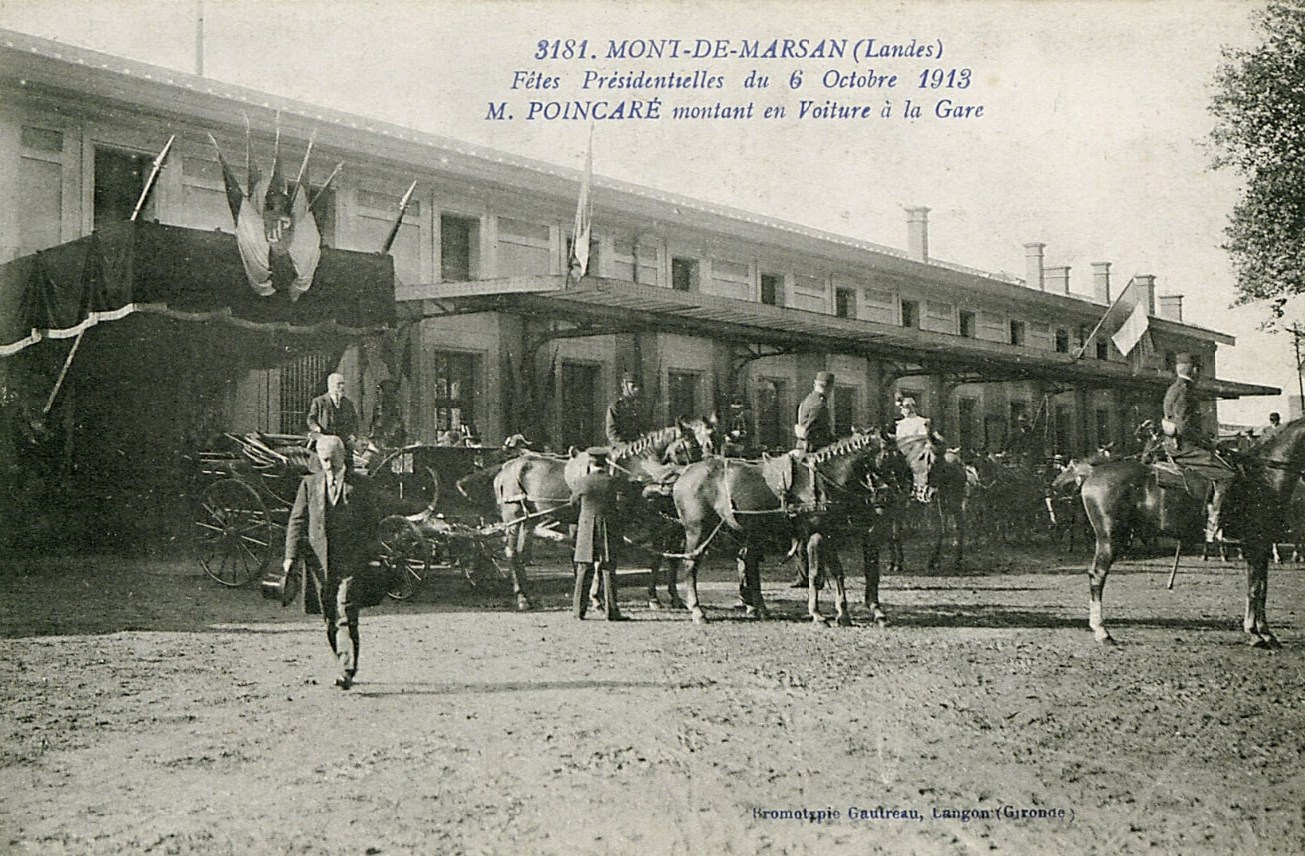
Visite de Raymond Poincaré du 6 octobre 1913
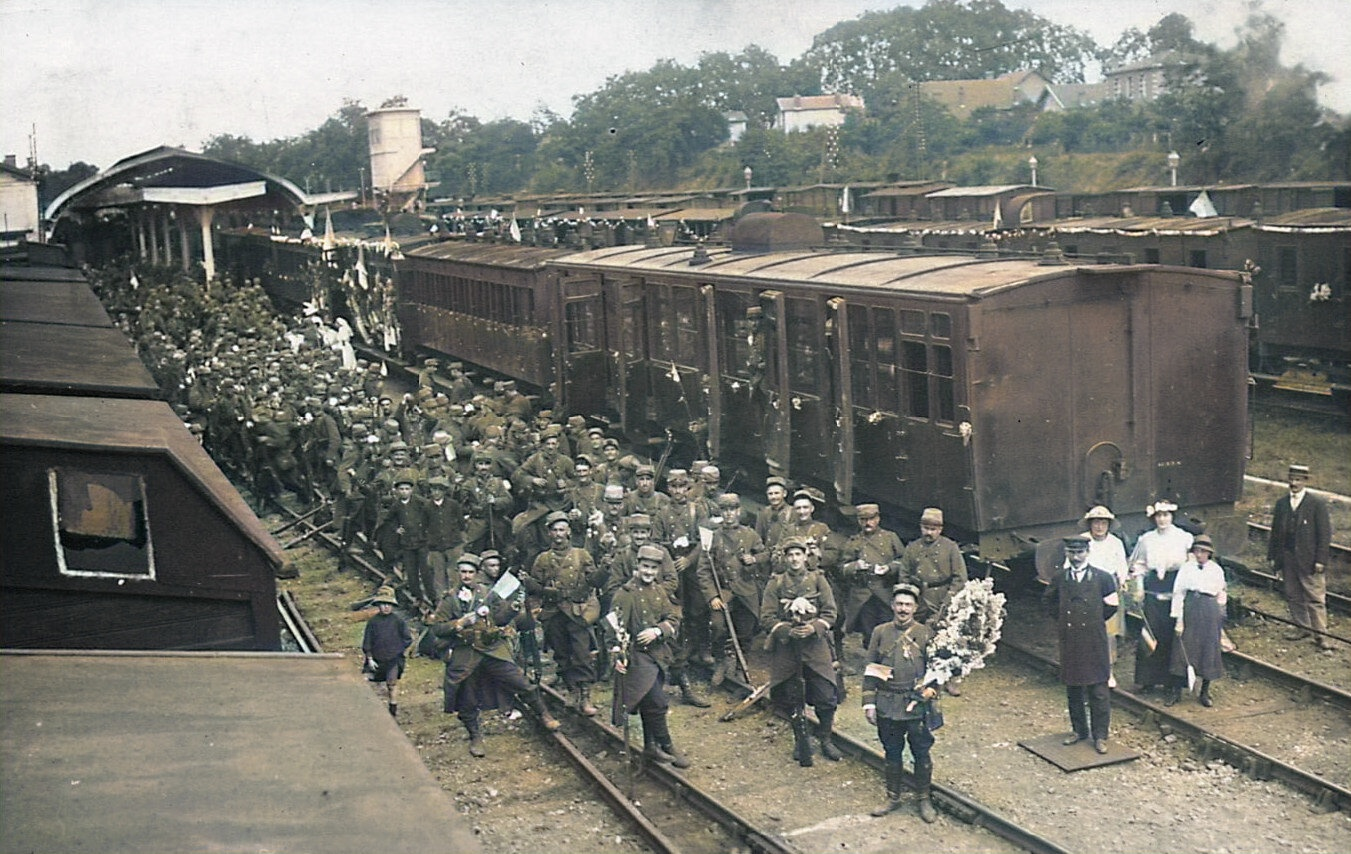
Troupe française pendant la guerre de 1914 -1918

En septembre 1914, soit quelques semaines après le début de la Première Guerre mondiale, 900 prisonniers de guerre allemands arrivent en gare de Mont-de-Marsan après plusieurs jours de trajet en wagons à bestiaux pour être éloignés du front et éviter d'être repris par leur camp. Les blessés sont envoyés vers un hôpital de fortune au lycée Victor-Duruy, les valides sont dans un premier temps retenus aux arènes du Plumaçon et les décédés sont inhumés au cimetière militaire allemand de Mont-de-Marsan aménagé pour l'occasion.
Dès le début de l'Occupation de la ville le 27 juin 1940, la gare devient un point de filtrage avec contrôle d'identité obligatoire. À partir du 25 juin 1940, la ville est traversée par la ligne de démarcation (zone occupée au nord et zone libre au sud), scindant également le département des Landes en deux selon un axe Roquefort, Mont-de-Marsan, Saint-Sever, Hagetmau, jusqu'à Orthez2. La section de la voie ferrée de la ligne de Marmande à Mont-de-Marsan, parallèle au boulevard d'Alingsås, matérialise une partie du tracé de cette ligne. Le passage à niveau situé 43, avenue de Villeneuve est un point de contrôle. La libération de Mont-de-Marsan se produit le 21 août 1944 avec la bataille du pont de Bats.
L'arrêt de la conscription en France et la fermeture consécutive de la caserne Bosquet en 1998 entraîne une baisse sensible de la fréquentation de la gare de Mont-de-Marsan.

### Ligne de Morcenx à Bagnères-de-Bigorre
Morcenx - Mont-de-Marsan
Longue de 33 km, la ligne dessert Arjuzanx, Arengosse, Ygos et Saint-Martin-d'Oney. Son ouverture a lieu en 1857 (le 12 janvier, excepté le tronçon Saint-Martin-d'Oney - Mont-de-Marsan, qui n'est livré que le 6 septembre 1857). De nos jours, elle reste la seule voie ferrée en service voyageurs de Mont-de-Marsan, reliant la ville à  Bordeaux via Morcenx en une heure et huit minutes.

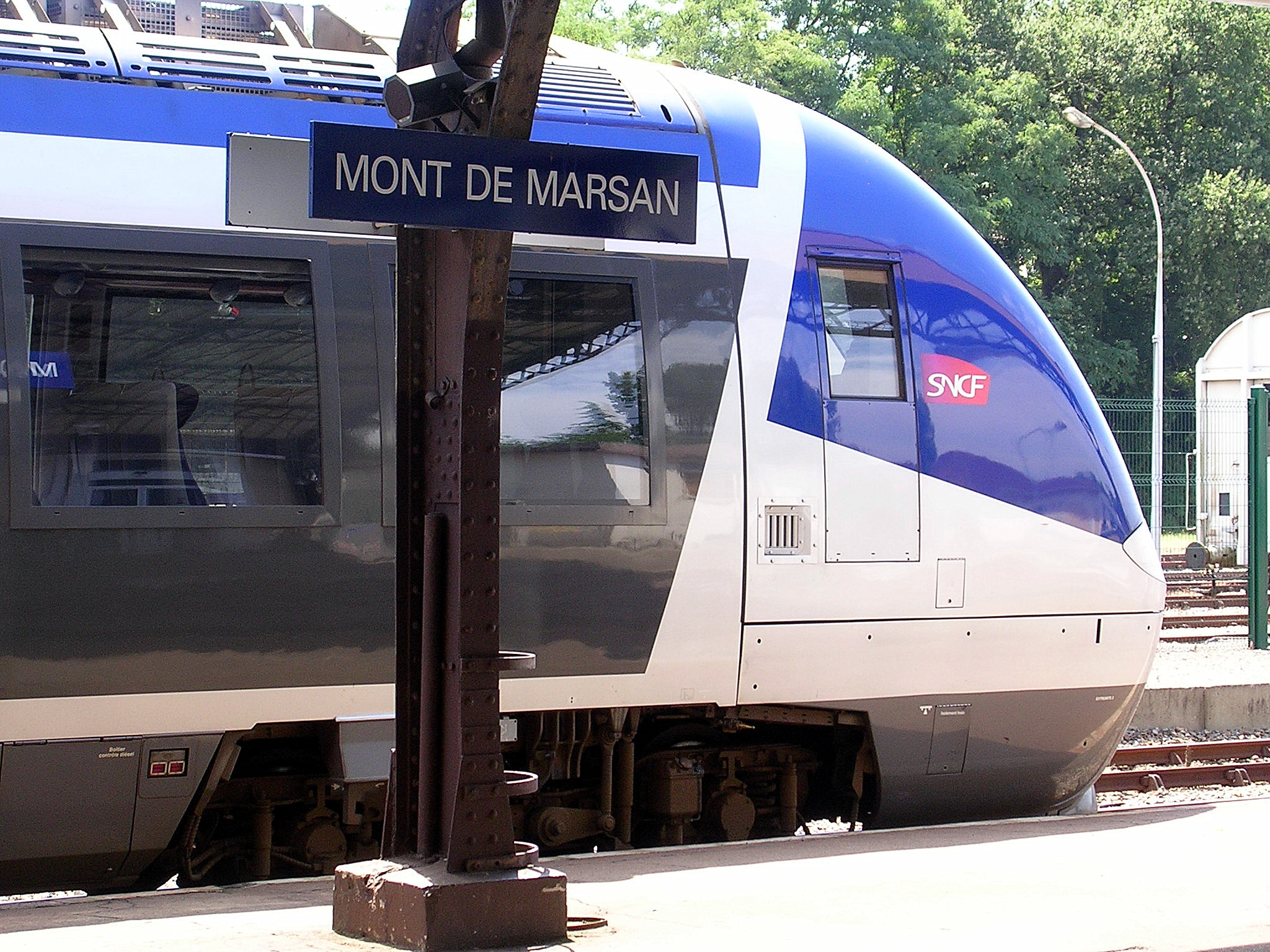
TER Aquitaine à quai en gare de Mont-de-Marsan sur la ligne vers Morcenx.
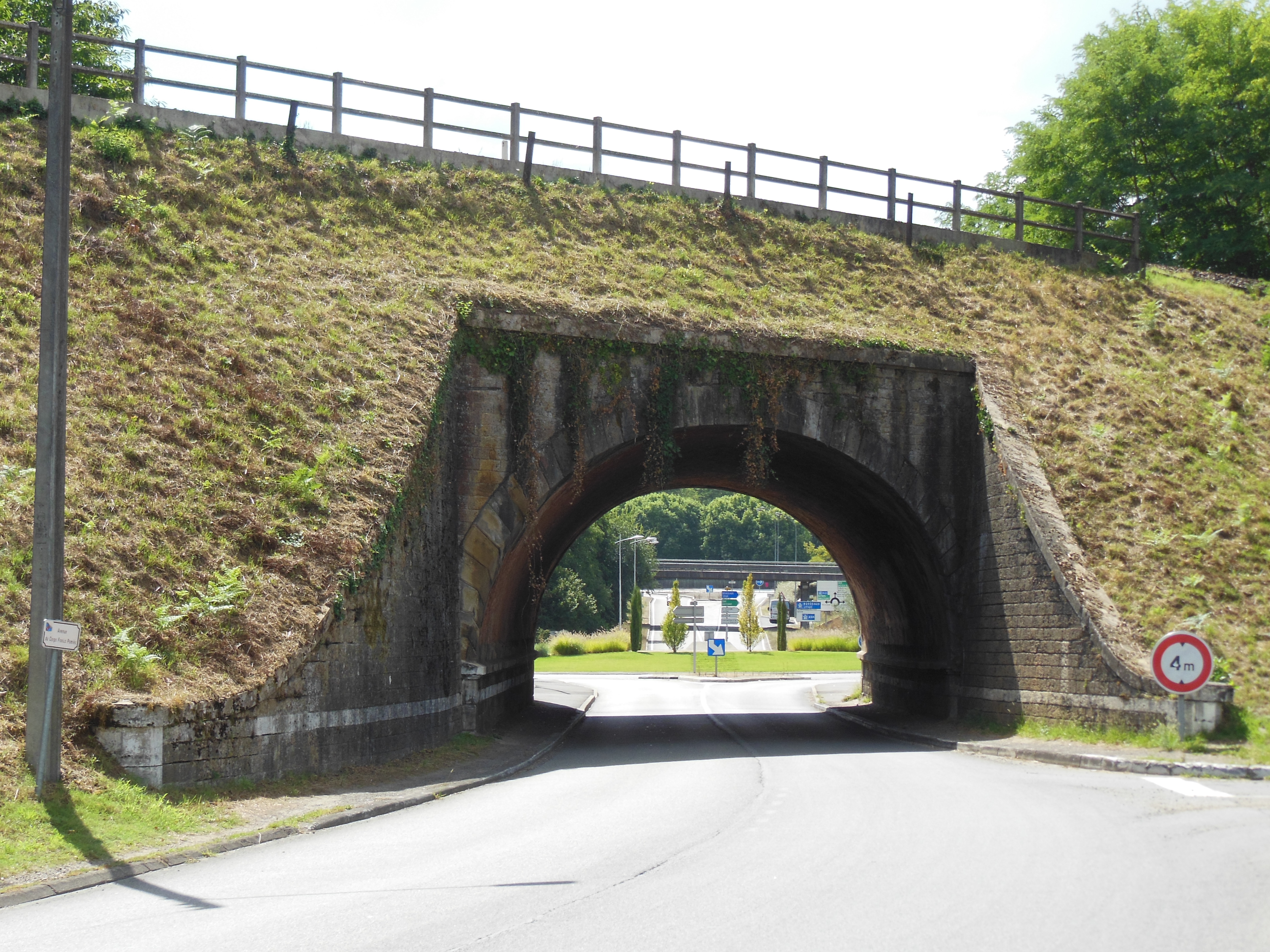
Pont de Batz à Saint-Pierre-du-Mont sur la ligne Morcenx - Mont-de-Marsan. Lieu des derniers combats de la Libération de Mont-de-Marsan le 21 août 1944.

Mont-de-Marsan - Bagnères-de-Bigorre
Cette ligne est le prolongement de la ligne précédente entre Morcenx et Mont-de-Marsan. Son tracé est défini par arrêté préfectoral du 25 février 1857. Elle dessert Grenade-sur-l'Adour, Cazères-sur-l'Adour, Aire-sur-l'Adour et Riscle. L'inauguration de la section Mont-de-Marsan - Tarbes a lieu le 18 août 1859, Il est prévu ce jour-là que le train inaugural avec à son bord l'Empereur Napoléon III, sa femme l'Impératrice Eugénie et leur fils le Prince Impérial s'arrête en gare de Mont-de-Marsan, mais le convoi passe sans s’arrêter devant les trophées, arcs de triomphe, portiques que l'on a dressés pour l'occasion. Pour la municipalité, le préfet et l'orchestre venus attendre le train impérial, la déception est grande. Le couple impérial repasse le 28 du même mois, cette fois, le train s’arrête en gare et les autorités complimentent les souverains qui répondent par quelques mots aimables sans toutefois descendre. La ligne ferme le 12 octobre 1970.

### Ligne Mont-de-Marsan - Marmande
Le tracé de la ligne est approuvé par arrêté préfectoral du 10 octobre 1877. Le tronçon Mont-de-Marsan Roquefort Bourriot-Bergonce est mis en service le 16 novembre 1882 et prolongé jusqu'à Marmande en 1893. Cette ligne, qui enjambe le Midou part le pont de Mi-Carrère, n'assure plus de trafic voyageurs depuis le 2 octobre 1938 et ferme partiellement au service des marchandises en 1971.

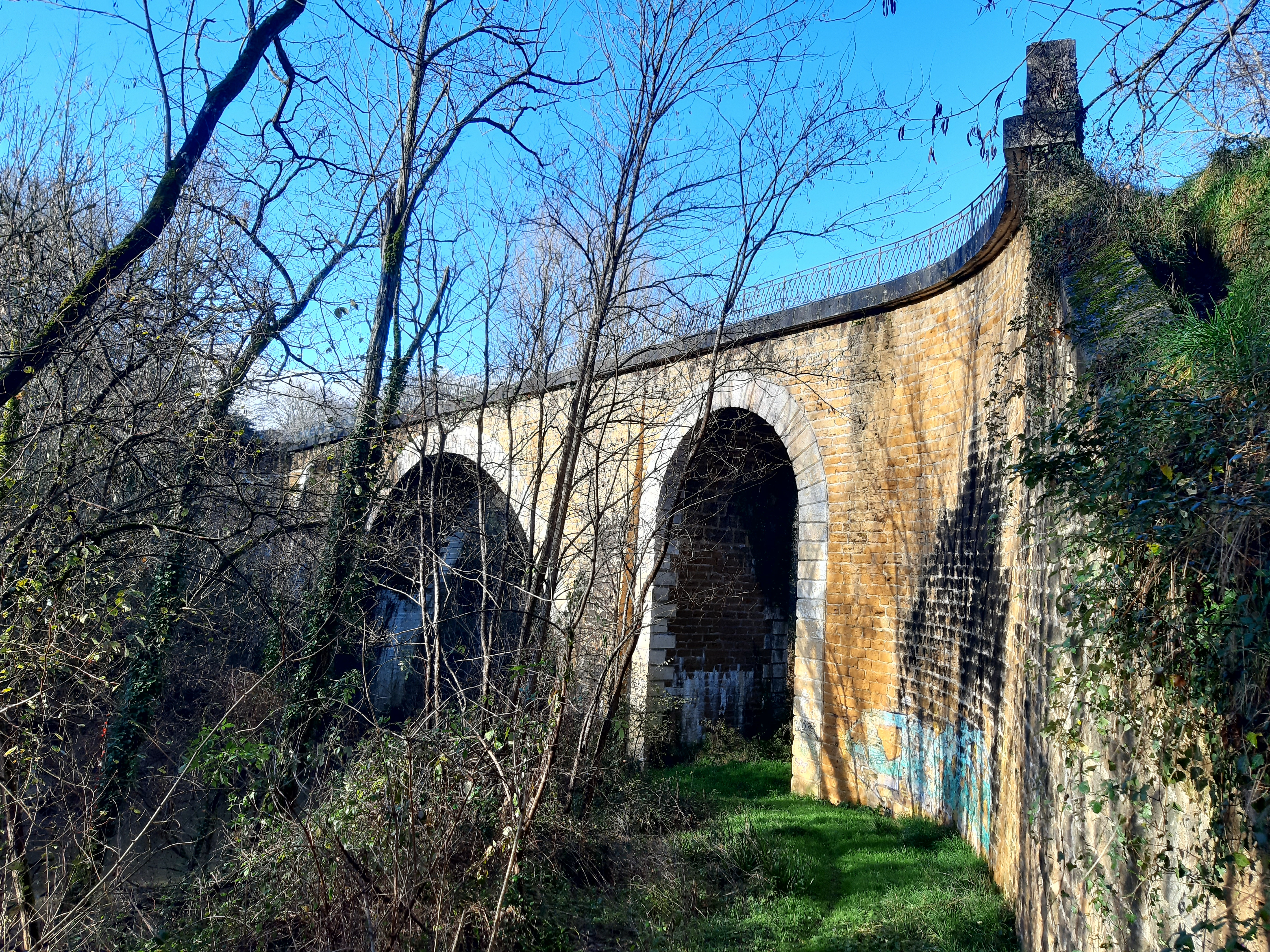
Pont de Mi-Carrère
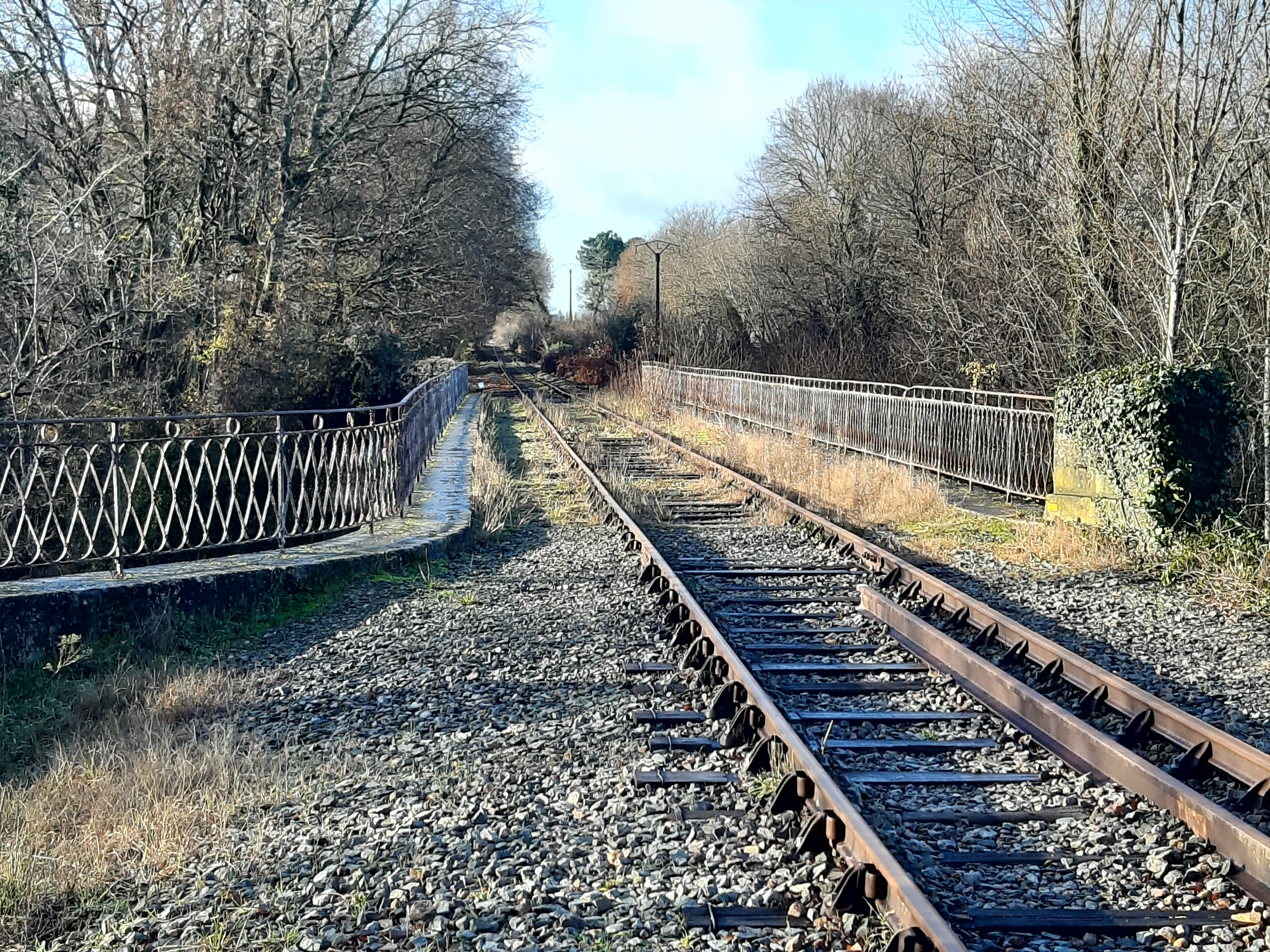
Ligne franhissant le Midou par le pont de Mi-Carrère

### Ligne Mont-de-Marsan - Dax
Le tronçon entre Mont-de-Marsan et Saint-Sever, long de 17 km, ouvre le 12 août 1891. Celui entre Saint-Sever à Dax démarre quant à lui le 10 novembre 1899. Ce tracé par la Chalosse dessert Haut-Mauco, Saint-Sever, Montaut, Mugron, Montfort-en-Chalosse, Hinx et Narrosse. Le trafic voyageurs cesse le 7 avril 1970 pour être remplacé par une ligne de bus. Au-delà de cette date, des convois de céréales ont occasionnellement emprunté la ligne entre Mont-de-Marsan et le silo de la coopérative Maïsadour à Haut-Mauco. De nos jours, la section entre Dax et Saint-Sever a été réaménagée pour devenir la Voie verte de Chalosse.

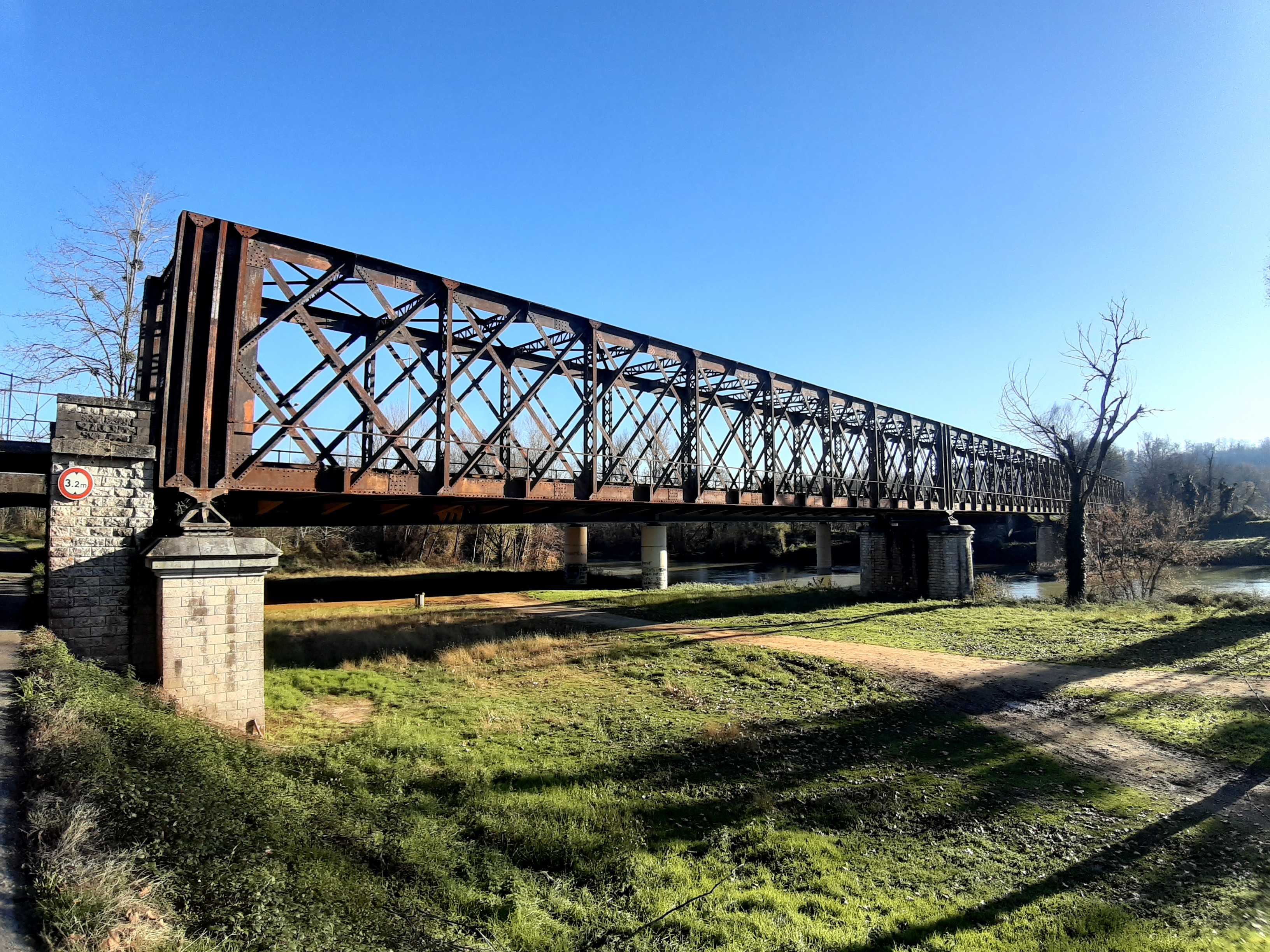
Pont ferroviaire franchissant l'Adour à Saint-Sever
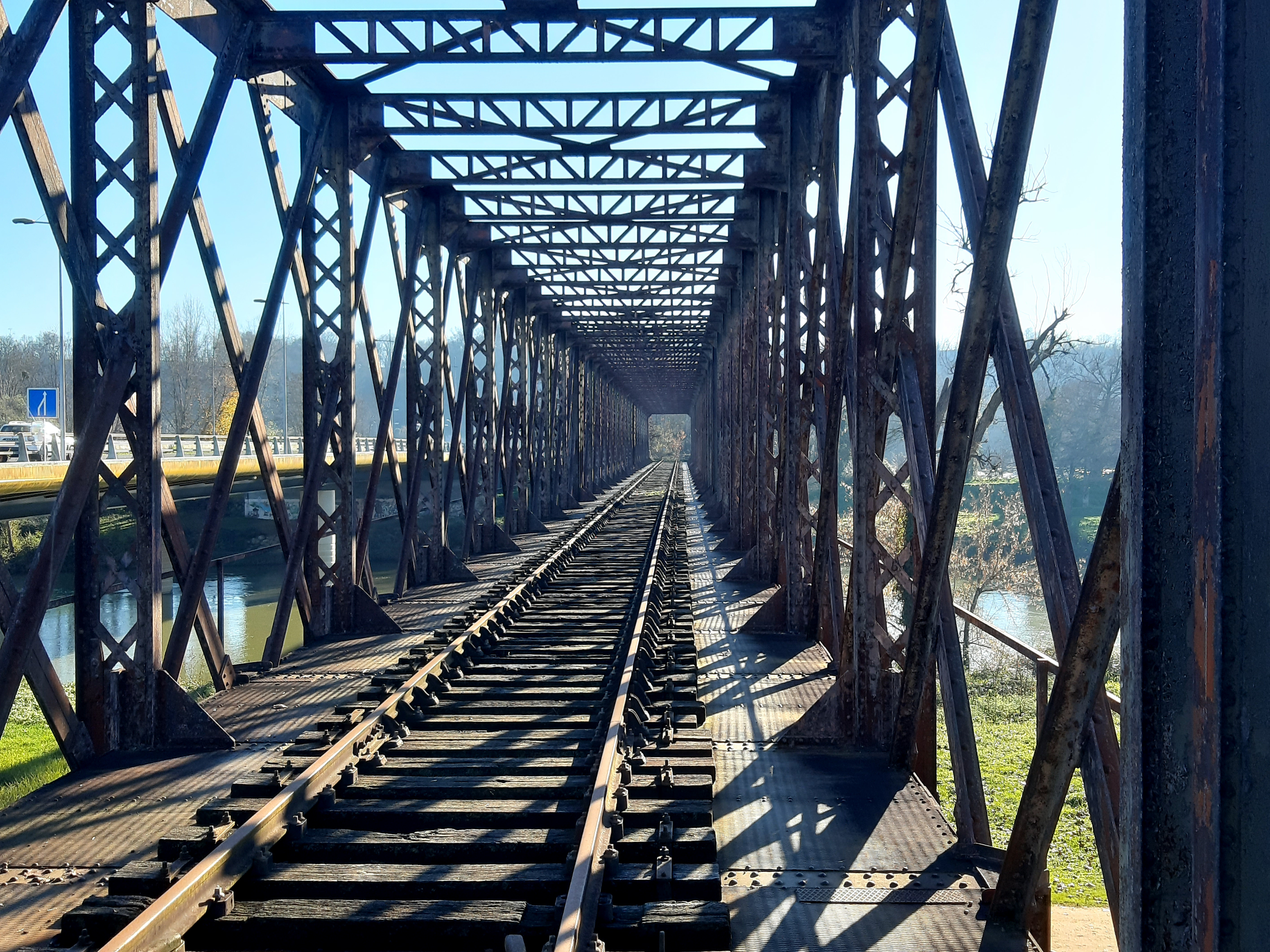
Voie ferrée du pont ferroviaire

### Ligne Mont-de-Marsan - Nérac
La section Mézin-Nérac est opérationnelle dès 1890 et celle entre Mézin et Mont- de-Marsan, longue de 79 km, n'est mise en service que le 12 décembre 1897. C'est la dernière ligne aménagée par la Compagnie du Midi. Dans les Landes, son tracé passe par Bougue, Villeneuve-de-Marsan et Gabarret. Solennellement inaugurée le 25 décembre 1897, elle ferme définitivement son trafic voyageurs le 2 octobre 1938. Concernant le service des marchandises, le tronçon Mont-de-Marsan - Gabarret ferme définitivement le 3 novembre 1969. L'emprise de cette voie ferrée, devenue propriété du conseil départemental des Landes, est réaménagé en piste cyclable en 1978 (voie verte du Marsan et de l'Armagnac).

### Ligne Mont-de-Marsan - Luxey
Cette ligne est mise en service le 12 juillet 1906 pour faciliter l'exploitation de la forêt des Landes. La concession de la ligne est obtenue en 1902 par un particulier nommé Pierre Ortal. La Société anonyme du chemin de fer d'intérêt local de Luxey à Mont-de-Marsan se substitue à ce dernier le 17 novembre 1906 pour exploiter la ligne. Longue de 36,5 km, elle franchit la Midouze par le pont du Manot et dessert les gares de Saint-Jean-d'Août, Uchacq-et-Parentis, Cère, Brocas, Labrit et Le Sen. Le trafic voyageurs cesse en 1950 et celui des marchandises en 1959. La voie ferrée est déclassée en 1960, excepté les quatre premiers kilomètres, utilisés jusqu'en 1964 pour le transport de carburant vers la base aérienne 118. En 1992, l'emprise de cette voie ferrée est transformée en voirie routière (avenue Pierre Mendès France, boulevard de Tudela et boulevard Claude Lévi-Strauss).

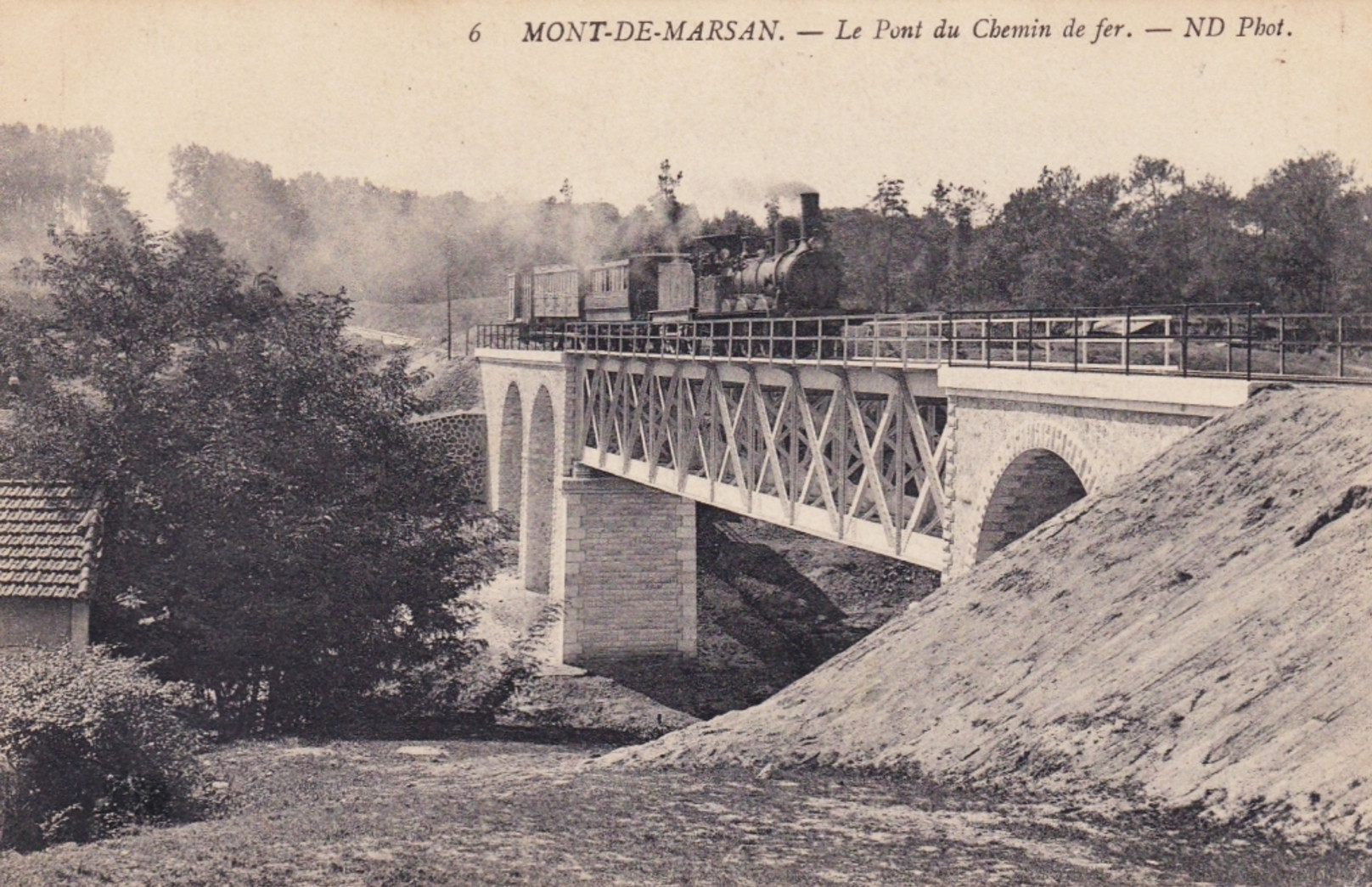
Train franchissant la Midouze à Mont-de-Marsan (actuel pont du Manot)

## Service des voyageurs

### Accueil
Gare SNCF, elle dispose d'un bâtiment voyageurs, avec guichet, ouvert tous les jours. C'est une gare « Accès Plus » disposant d'aménagements et de services pour les personnes à la mobilité réduite.

### Desserte
La gare est desservie par les trains TER Nouvelle-Aquitaine. Elle se situe sur une ligne unique, Mont-de-Marsan - Morcenx, dont elle est le terminus. Cette situation est due à la Compagnie des Chemins de fer du Midi, société concessionnaire avant la création de la SNCF, qui n'inclut Mont-de-Marsan que dans un réseau secondaire, situation qui pénalisera la pleine expansion de la cité.
Même s'il s'agit de réseau secondaire, Mont-de-Marsan n'en était pas moins un nœud ferroviaire. Il existait en effet une ligne vers Marmande (ligne qui était ouverte au fret jusqu'à Roquefort, jusqu'à fermeture en 2013-2014), une ligne vers Dax et Hagetmau (fret jusqu'à Hagetmau (fermée depuis 2014), branche St-Sever - Dax déposée), une ligne vers Tarbes (ligne qui était ouverte au fret, jusqu'à fermeture en 2014) et une ligne vers Port-Sainte-Marie (déposée, piste cyclable jusque Villeneuve-de-Marsan).
Sur toutes ces lignes, le service voyageurs a été transféré sur route et est aujourd'hui assuré par les autocars TER, à l'exception de Roquefort et au-delà, desservi par les autocars départementaux des Landes.

## Service des marchandises
Cette gare est ouverte au service du fret.

## Cinéma
Une des dernières scènes du film J'embrasse pas d'André Téchiné sorti en 1991 est tournée dans la gare de Mont-de-Marsan (la caserne Bosquet a également servi de décor dans ce même film).

## Projets
Il est prévu à l'horizon 2027, en parallèle à l'ouverture du tronçon Captieux - Dax du GPSO, la création d'une gare TGV à la périphérie de la ville, avec une liaison TER entre l'ancienne gare et la nouvelle. Cette liaison réutilisera les derniers kilomètres de la ligne de Marmande à Mont-de-Marsan puis se poursuivra par un tronçon nouveau jusqu'à la gare TGV.
Cette nouvelle gare prévue sur la commune de Lucbardez-et-Bargues, à 12 km de Mont de Marsan, est prévue d’ouvrir à l’horizon 2034.

## Galerie de photographies

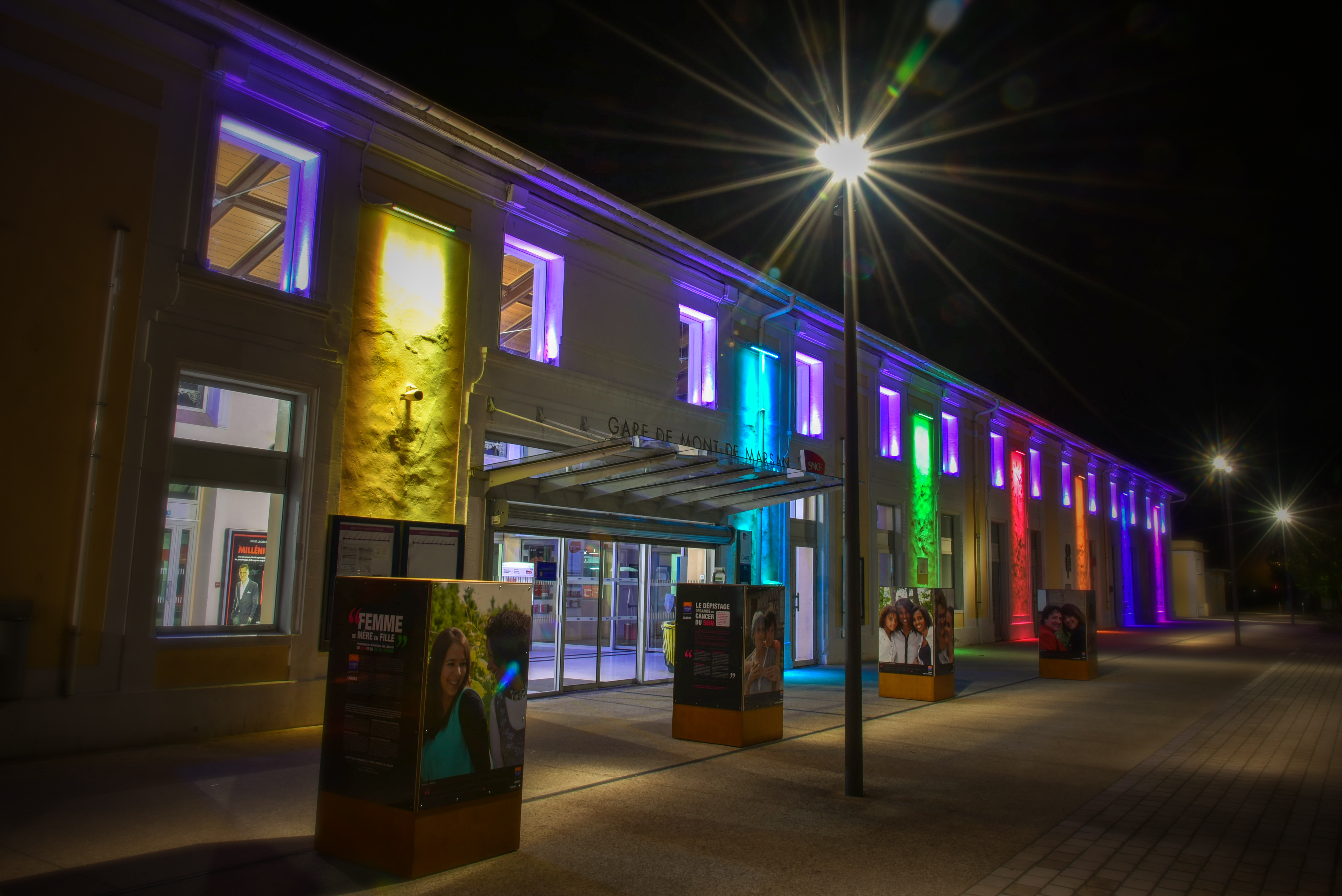
Vue nocturne, lors de l'opération Octobre rose (2019).
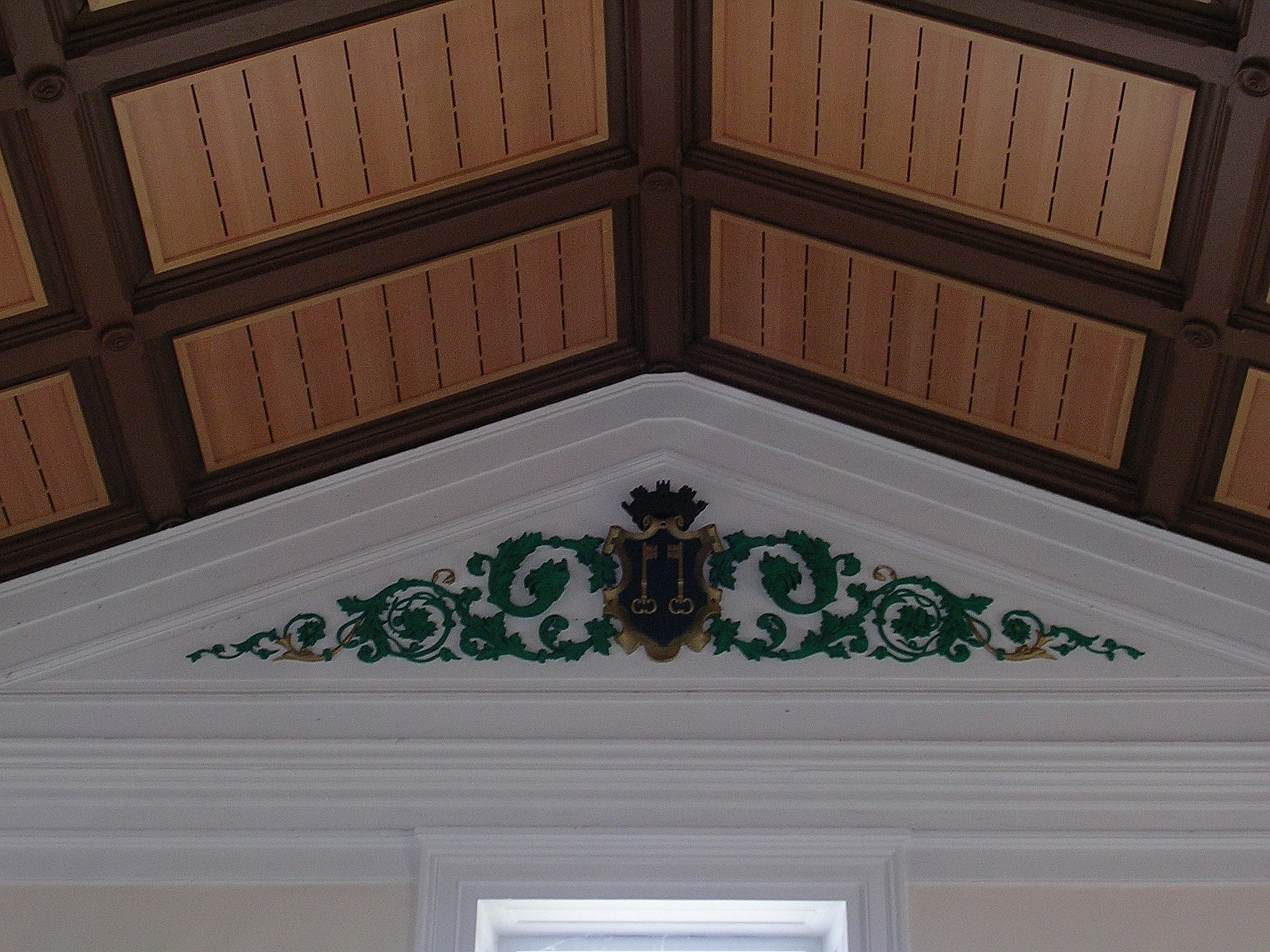
Plafond restauré et blason de Mont-de-Marsan.
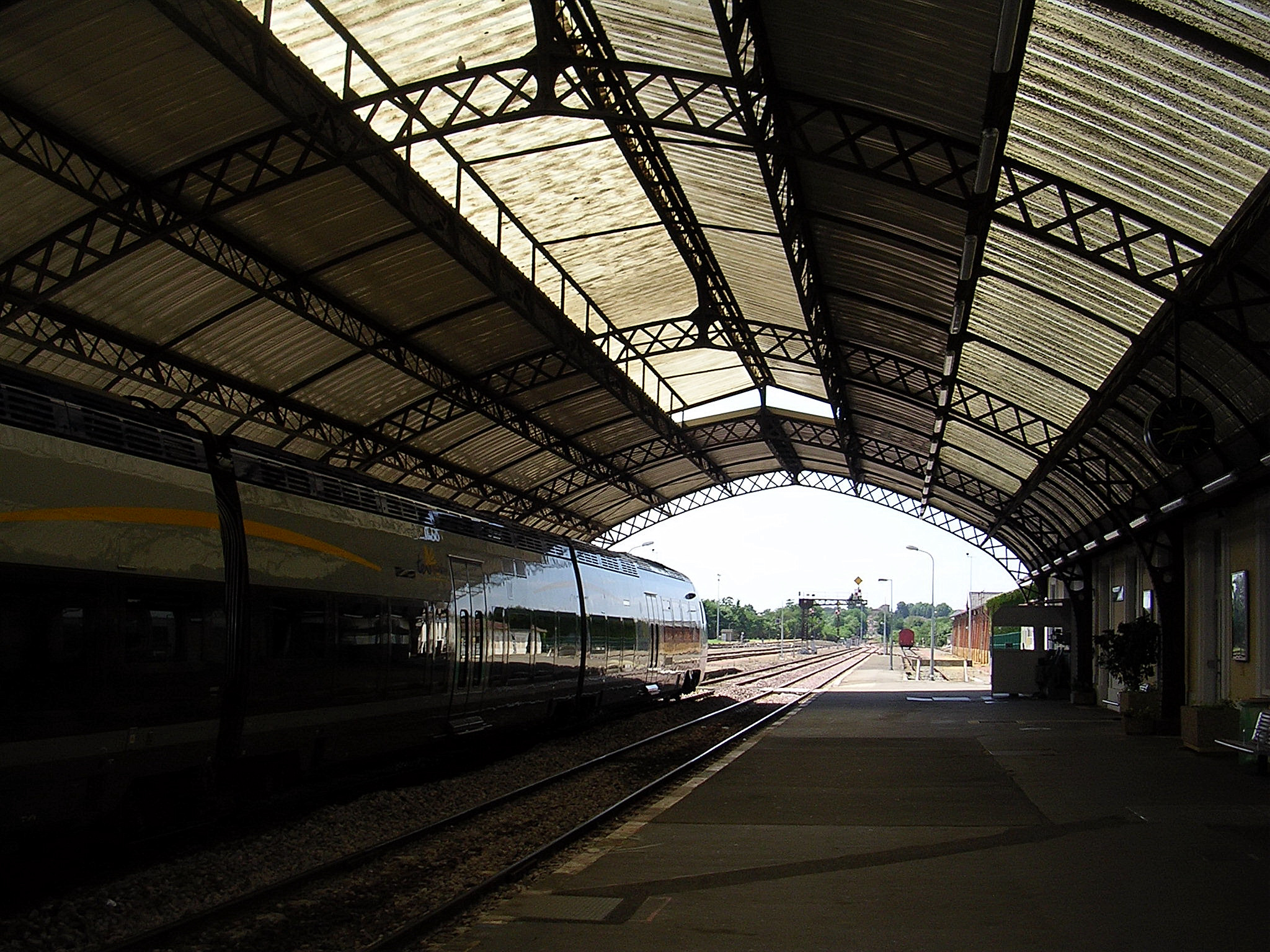
Sous la marquise.